# Pohorylce
Pohorylce (ukr. Погорільці, Pohorilci) – wieś w rejnonie lwowskim (wcześniej w rejonie złoczowskim) obwodu lwowskiego. Miejscowość liczy 294 mieszkańców. 

## Zabytki
We wsi znajduje się pochodzący z początku XX wieku kościół pw. św. Wawrzyńca.

## Historia
Założona w 1464 r. 
W 1609 Andrzej Łahodowski herbu Korczak sprzedał miasto Pohorelcze, wsi Turkocin, Stanimierz, Dworzyszcza, Podhajczyki i Załuka za 33000 florenów Janowi Zamoyskiemu, arcybiskupowi metropolicie lwowskiemu.
W II Rzeczypospolitej miejscowość była siedzibą gminy wiejskiej Pohorylce w powiecie przemyślańskim województwa tarnopolskiego.  
W latach 1943–1944 nacjonaliści ukraińscy z OUN-UPA zamordowali tutaj 15 Polaków. 